# Diogo Garcia da Cruz
Diogo Garcia da Cruz (Aiuruoca, 3 de maio de 1772 - Cajuru, 2 de setembro de 1839) foi grande fazendeiro e produtor de café dos estados de Minas Gerais e São Paulo e é o tronco da numerosa e influente família Garcia de Figueiredo.

## Biografia
O nome "da Cruz" não é sobrenome familiar, e decorre do fato do Capitão Diogo apor uma cruz à sua assinatura.  O historiador Ricardo Gumbleton Daunt sugere que essa prática talvez tenha ocorrido ou por devoção, ou para diferenciá-lo do célebre avô Diogo Garcia.  Diogo Garcia foi casado com Júlia Maria da Caridade, a segunda das três irmãs chamadas Três Ilhoas, que são tronco de numerosas famílias do sul de Minas Gerais.

## Genealogia
O Capitão Diogo Garcia da Cruz foi casado com sua prima Inocência Constância de Figueiredo (falecida em 1843), filha do Capitão-Mor José Álvares de Figueiredo (o fundador de Boa Esperança) e de Maria Vilela do Espírito Santo, neta da Ilhoa Júlia Maria da Caridade. Nenhum dos filhos usou o nome "da Cruz" como sobrenome.
Os testamentos e inventários de Diogo Garcia da Cruz e Inocência Constância de Figueiredo de 11 de janeiro de 1840 estão publicados na Internet como parte do projeto Compartilhar. O inventário informa que o Capitão Diogo deixou em herança a Fazenda Paraíso com benfeitorias, morada de casas velhas no arraial de São João Nepomuceno (atual Nepomuceno, Minas Gerais) e três escravos.
- Ascendência

Filho de Mateus Luís Garcia e de Maria Francisca de Jesus; neto paterno de Diogo Garcia e Júlia Maria da Caridade, neto materno de José Martins Borralho (vide História de Alfenas) e Teodora Barbosa de Lima.
- Descendência

O Capitão Diogo Garcia da Cruz e Inocência Constância de Figueiredo foram pais de:
- - Padre Vitoriano Inocêncio Vilela (batizado em 26 de janeiro de 1795)
  - Tenente José Garcia de Figueiredo (nascido em 1880 e falecido 2 de fevereiro de 1838)
  - Mateus Justino de Figueiredo (batizado em 18 de outubro de 1801, falecido 30 de janeiro de 1834)
  - Joaquim Garcia de Figueiredo (nascido a 10 de julho e batizado a 20 de julho de 1803)
  - Manuel Garcia de Figueiredo
  - João Garcia de Figueiredo (1806 - 4 de maio de 1885)
  - Maria Constância de Figueiredo (falecida 21 de novembro de 1880)
  - Felícia Constância de Figueiredo
  - Capitão Francisco Garcia de Figueiredo (1810 - 1883), importante figura da história da cidade de Três Pontas, MG
  - Major Antônio Garcia de Figueiredo (batizado 5 de julho de 1812, falecido 8 de agosto de 1884), fundador de Altinópolis, SP
  - Ana Jacita Garcia de Figueiredo - "Senhora"
  - Tenente-Coronel Gabriel Garcia de Figueiredo (14 de janeiro de 1816 - 18 de novembro de 1895), terceiro Barão de Monte Santo e um dos fundadores de Mococa
  - Mariana Garcia de Figueiredo (nascida e falecida em 1820)
  - Coronel Diogo Garcia de Figueiredo (20 de setembro de 1821 - 2 de outubro de 1910)[5].

A descendência de Diogo Garcia da Cruz inclui Ministros de Estado, políticos, atores, músicos e outras personalidades, dentre as quais: Eduardo Carlos Figueiredo Ferraz, Ester de Figueiredo Ferraz, José Carlos de Figueiredo Ferraz, Morvan Aloísio Acaiaba de Resende, Ricardo Gumbleton Daunt e Wagner Tiso, dentre outros
- Colaterais

A descendência de colaterais também inclui diversas personalidades: Antônio Aureliano Chaves de Mendonça, Danton Mello, Fátima Freire, Geraldo Freire, Newton Freire Maia e Selton Mello.